# Gustaf Edvard Ekström
Gustaf Edvard Ekström, född 19 december 1843 i Skoklosters församling, Uppsala län, död 1 januari 1923 i Oscars församling, Stockholms län, var en svensk spelman, violinist och skomakare.

## Biografi
Vid 13 års ålder började Gustaf Edvard Ekström spela fiol. Han lärde sig en del låtar av skräddaren Broqvist i Vassunda. Han var från 1899 anställd som fiolspelman på Skansen i Stockholm och uppträdde tillsammans med Jonas Skoglund. Ekström arbetade där fram till sin död 1923.

## Kompositioner

### Upptecknade låtar
- Polska efter Broqvist.[3]
- Polska (Hambo).[3]
- Vals efter Broqvist.[3]
- Vals efter Broqvist.[3]
- Vals.[3]
- Polska (Hambo).[3]
- Vals efter Engvall.[3]
- Vals i C-dur.[3]
- Polska (Hambo).[3]
- Polska (Hambo).[3]
- Vals i G-dur.[3]
- Bröllopsmarch från Skokloster.[3]
- Altunavalsen.[3]
- Polska efter Broqvist.[3]
- Vals från Skokloster.[3]
- Vals från Skokloster.[3]